# Godthaabs Sogn
Godthaabs Sogn er et sogn i Frederiksberg Provsti (Københavns Stift). Sognet ligger i Frederiksberg Kommune og det gamle Sokkelund Herred (Københavns Amt). I Godthaabs Sogn ligger Godthaabskirken og Frederiksberg Hospitalskirke.
I Godthaabs Sogn findes flg. autoriserede stednavne:
- Godthåb (sogn)[2]